# Венгленець
Венгленець (пол. Węgleniec) — село в Польщі, у гміні Єнджеюв Єнджейовського повіту Свентокшиського воєводства.
Населення — 199 осіб (2011).
У 1975-1998 роках село належало до Келецького воєводства.

## Демографія
Демографічна структура на день 31 березня 2011 року:
|          | Загалом | Допрацездатний вік | Працездатний вік | Постпрацездатний вік |
| -------- | ------- | ------------------ | ---------------- | -------------------- |
| Чоловіки | 94      | 22                 | 58               | 14                   |
| Жінки    | 105     | 25                 | 52               | 28                   |
| Разом    | 199     | 47                 | 110              | 42                   |